# Рипински окръг
Рипински окръг (на полски: Powiat rypiński) е окръг в северната част на Централна Полша, Куявско-Поморско войводство. Заема площ от 586,47 км2. Административен център е град Рипин.

## География
Окръгът обхваща територии от историческите области Добжинска земя и Мазовия. Разположен е в източната част на войводството.

## Население
Населението на окръга възлиза на 44 873 души (2012 г.). Гъстотата е 77 души/км2.

## Административно деление
Административно окръгът е разделен на 6 общини.
Градска община:
- Рипин

Селски общини:
- Община Бжизе
- Община Вомпелск
- Община Рипин
- Община Рогово
- Община Скървилно

## Фотогалерия
- Рипин
- Скървилно